# Bruno Gesche

Bruno Gesche (Führerbegleitkommando)

Hans Bruno Arthur Gesche (* 5. November 1905 in Berlin; † 7. August 1982 in Hannover) war ein deutscher SS-Offizier. Von 1934 bis 1944 war Gesche Kommandant des Führerbegleitkommandos, der Leibwache Adolf Hitlers.

## Leben
Gesche wurde als Sohn des Oberschirrmeisters a. D. Robert Gustav Paul Gesche (* 30. Januar 1866 in Dühringshof; † 13. Dezember 1923 in Hannover) und seine Ehefrau Klara Gesche, geb. Beier (* 24. Juli 1873 in Rixdorf) geboren. Nach dem Schulbesuch arbeitete er für eine Bank. 1922 schloss er sich erstmals der NSDAP an. Zu dieser Zeit wurde er auch erstmals Mitglied der Sturmabteilung (SA). 
Nach dem vorübergehenden Verbot der NSDAP und ihrer Neugründung trat Gesche ihr erneut zum 24. Juni 1925 bei (Mitgliedsnummer 8.592). Er wurde auch erneut Mitglied der SA, die er nach dem Reichsparteitag der NSDAP von 1927 verließ, um stattdessen in die SS einzutreten (SS-Nummer 1.093), in die er trotz seines starken Schielens aufgenommen wurde.
1932 war Gesche einer von acht SS-Männern, die Hitler für seine engste Leibwache, das sogenannte Führerbegleitkommando, auswählte. Im Juni 1934 rückte Gesche nach der Entlassung von Kurt Gildisch auf den Posten des Kommandanten des Begleitkommandos auf, den er, mit einer Unterbrechung von sechs Monaten im Jahr 1942, bis zum Dezember 1944 behielt.
In dieser Eigenschaft wurde Gesche im Laufe der Jahre mehrfach in Auseinandersetzungen mit dem Reichsführer SS Heinrich Himmler verwickelt, die jedoch für ihn meist glimpflich ausgingen, weil Hitler, der eine besondere Zuneigung zu Gesche gefasst hatte, seine schützende Hand über ihn hielt. Im Herbst 1932 kritisierte Gesche die Sicherheitsmaßnahmen, die die SS getroffen hatte, um Hitler während einer Wahlkampfveranstaltung am 14. Oktober 1932 in Selb zu schützen. Als Himmler, der diese Kritik als persönlichen Angriff auffasste, daraufhin Gesches Entlassung forderte, untersagte Hitler dies und gestattete lediglich eine kleine Rüge. Nach mehreren Fällen von exzessivem Alkoholkonsum nötigte Himmler Gesche am 26. September 1938 dazu, sich schriftlich zu verpflichten, dem Alkohol für drei Jahre zu entsagen, da Gesche sonst aus der SS verstoßen werden würde. Bereits nach einigen Monaten wurde diese Maßnahme auf Anweisung Hitlers aufgehoben, so dass Gesche der Konsum von Alkohol wieder gestattet war.
Nachdem Gesche im Frühjahr 1942 in angetrunkenem Zustand einen anderen SS-Offizier mit einer Waffe bedroht hatte, wurde er strafweise von Himmler an die Ostfront versetzt. Dort beteiligte er sich einige Monate mit der 5. SS-Panzerdivision Wiking an Kämpfen im Kaukasus, bevor er im Oktober 1942 nach einer Verwundung in die Heimat zurückverlegt wurde. Ende 1942 wurde Gesche schließlich auf Hitlers Wunsch ins Führerhauptquartier zurückgerufen, wo er erneut zum Kommandanten des Begleitkommandos ernannt wurde.
Im Dezember 1944 führte eine abermalige Alkoholverfehlung zu Gesches endgültiger Absetzung als Kommandant des Führerbegleitkommandos. Außerdem wurde er um elf Ränge vom SS-Obersturmbannführer zum SS-Unterscharführer degradiert. Himmler legte ihm außerdem nahe, sich zur SS-Sondereinheit Dirlewanger, einer Strafeinheit der SS mit besonders hohen Verlustraten, zu melden. Da Gesche diese Aufforderung erst im Januar 1945 erreichte und Hitler den Einsatz von Mitgliedern seiner Leibwache an der Ostfront untersagt hatte, wurde er stattdessen bis Kriegsende an der Italienfront eingesetzt, wo er der 16. SS-Panzergrenadier-Division angehörte. Bei Kriegsende geriet Gesche in amerikanische Kriegsgefangenschaft. Gesches Nachfolge als Kommandant des Begleitkommandos übernahm zur Jahreswende 1944/1945 Franz Schädle.
Nach dem Zweiten Weltkrieg wurde Gesche vereinzelt von Historikern als Zeuge über seine Erlebnisse im Umfeld Hitlers und seine Kenntnisse über den Diktator befragt, so u. a. von John Toland und von Peter Hoffmann.

## Ehe und Familie
Am 15. Oktober 1937 heiratete Gesche Anna Luise Riss (* 15. Oktober 1909 in Wilkersdorf). Aus der Ehe gingen zwei Töchter hervor.

## Beförderungen
- SS-Untersturmführer, 20. Juli 1931
- SS-Obersturmführer, 9. November 1933
- SS-Hauptsturmführer, 1. Juli 1934
- SS-Sturmbannführer, 20. April 1935 (Hitlers Geburtstag durch den Reichsführer SS persönlich befördert)[7]
- SS-Obersturmbannführer, 9. November 1944
- SS-Unterscharführer, 20. Dezember 1944 (degradiert)

## Archivalien
- SS-Führerpersonalakte zu Bruno Gesche, Bundesarchiv Lichterfelde.